# Ascorbinsäure
Ascorbinsäure ist ein farb- und geruchloser, kristalliner, gut wasserlöslicher Feststoff mit saurem Geschmack. Sie ist eine organische Säure, genauer eine vinyloge Carbonsäure; ihre Salze heißen Ascorbate. Ascorbinsäure gibt es in vier verschiedenen stereoisomeren Formen, biologische Aktivität weist jedoch nur die L-(+)-Ascorbinsäure auf. Eine wichtige Eigenschaft ist beim Menschen und einigen anderen Spezies die physiologische Wirkung als Vitamin. Ein Mangel kann sich bei Menschen als Skorbut manifestieren. Der Name ist daher abgeleitet von der lateinischen Bezeichnung der Krankheit, scorbutus, mit der verneinenden Vorsilbe a- (weg-, un-), also die ‚antiskorbutische‘ Säure. Da Ascorbinsäure leicht oxidierbar ist, wirkt sie als Redukton und wird als Antioxidans eingesetzt.
Die L-(+)-Ascorbinsäure und ihre Ableitungen (Derivate) mit gleicher Wirkung werden unter der Bezeichnung Vitamin C zusammengefasst. Der Sammelbegriff Vitamin C umfasst daher auch Stoffe, die im Körper zu L-(+)-Ascorbinsäure umgesetzt werden können, wie zum Beispiel die Dehydroascorbinsäure (DHA).

## Geschichte

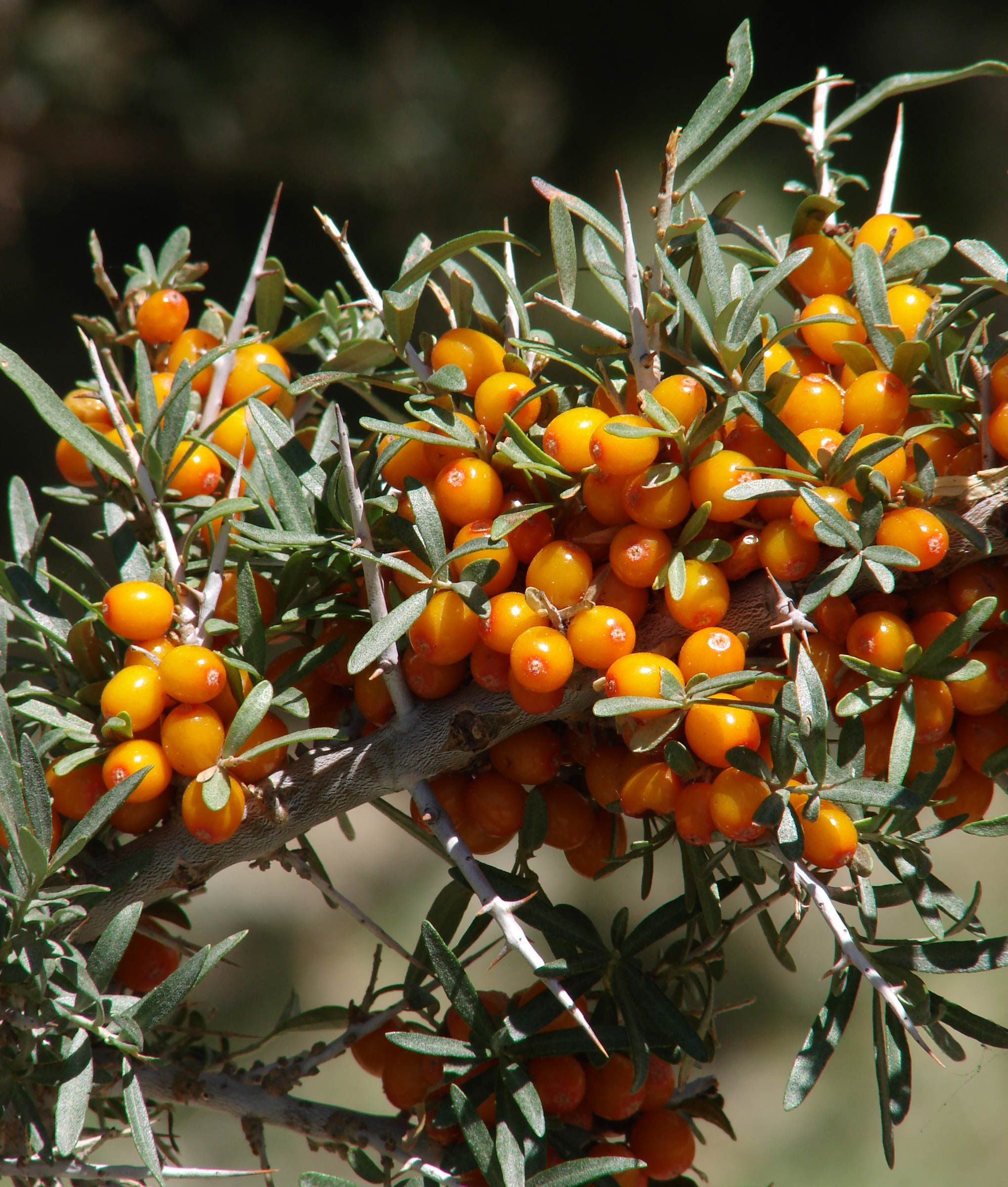
Sanddorn liefert Vitamin C in hoher Konzentration

### Erforschung des Skorbut
Skorbut war bereits im 2. Jahrtausend v. Chr. im Alten Ägypten als Krankheit bekannt. Auch der griechische Arzt Hippokrates und der römische Autor Plinius berichten darüber.
Bis ins 18. Jahrhundert war Skorbut die häufigste Todesursache auf Seereisen. Im Jahre 1747 untersuchte der britische Schiffsarzt James Lind diese Krankheit. Er teilte zwölf Seeleute, die unter Skorbut litten, in sechs Gruppen zu je zwei Personen. Jeder Gruppe erhielt zusätzlich zu den üblichen Nahrungsrationen einen weiteren speziellen Nahrungsmittelzusatz, darunter Obstwein, Schwefelsäure, Essig, Gewürze und Kräuter, Seewasser sowie Orangen und Zitronen. Er stellte fest, dass die Gruppe, welche die Zitrusfrüchte erhielt, eine rasche Besserung zeigte. Im Jahr 1757 veröffentlichte Lind dieses Resultat. Doch erst 1795 ließ die britische Marine die Nahrungsrationen auf See mit Zitronensaft ergänzen. Zusätzlich wurden Sauerkraut und Malz zur Skorbutprävention eingesetzt. Lange Zeit wurde behauptet, dass Skorbut die Folge einer speziellen bakteriellen Erkrankung, Vergiftung, mangelnder Hygiene oder Überarbeitung sei.
Der Engländer George Budd vermutete bereits 1842, dass in der Nahrung spezielle essentielle Faktoren enthalten sein müssen. Fehlen diese, würden erkennbare Mangelerscheinungen auftreten. Diese Entwicklungen gerieten wieder in Vergessenheit, als die Reisedauer durch das Aufkommen der Dampfschifffahrt stark verkürzt wurde und dadurch die Gefahr des Mangels sank. Außerdem führte die fehlende exakte Identifikation des Vitamins dazu, dass wirksamer frischer Orangensaft durch billigeren gekochten Limettensaft ersetzt wurde. Zuletzt machte Ende des 19. Jahrhunderts die sogenannte Ptomain-Theorie von sich reden, die eine Nahrungsmittelvergiftung für den Skorbut verantwortlich machte. So kam es, dass auf den großen Polarexpeditionen wieder der Skorbut Einzug hielt, der zwar mit frischen Lebensmitteln geheilt werden konnte, aber es hatte zunächst niemand ein korrektes Konzept für die Vorbeugung. Betroffen waren insbesondere die britische Arktisexpedition 1875–1876, die Jackson-Harmsworth-Expedition 1894–1897, Scotts Discovery-Expedition 1901–1904 und die Terra-Nova-Expedition 1910–1913.
Im Jahr 1907 entdeckten zwei norwegische Ärzte zufällig ein Tiermodell zur Erforschung des Skorbuts: Axel Holst und Theodor Frølich studierten ursprünglich den „Schiffs-Beriberi“ der Schiffsbesatzungen der norwegischen Fischereiflotte, und zwar anhand von Tauben als Versuchstiere. Sie gaben später Meerschweinchen dasselbe Futter aus Getreide und Mehl, die jedoch unerwarteterweise mit Skorbutsymptomen reagierten. Somit beobachteten Holst und Frølich erstmals den Skorbut, der bis dahin nur bei Menschen beobachtet wurde, an Tieren. Sie zeigten ferner, dass durch bestimmte Futterzusätze die Krankheit bei den Meerschweinchen geheilt werden konnte. Damit leisteten sie einen wesentlichen Beitrag zur Entdeckung des Vitamins C, was zwischen 1928 und 1934 u. a. den Ungarn Albert Szent-Györgyi und den Amerikaner Charles Glen King gelang.

### Isolierung der Ascorbinsäure

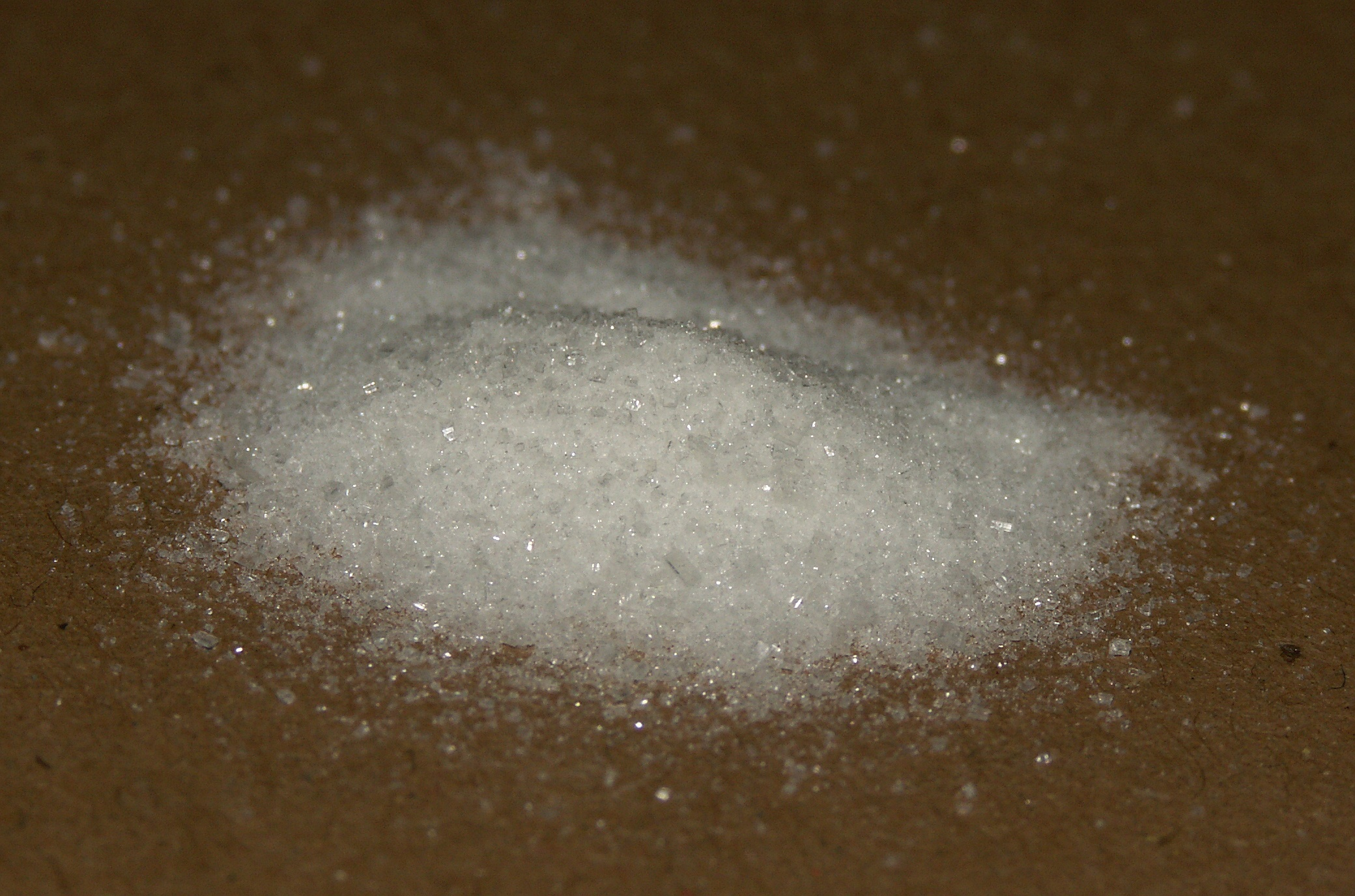
Kristalline Ascorbinsäure

Im Jahr 1912 entdeckte der Biochemiker Casimir Funk nach Studien zu der Mangelerkrankung Beriberi, dass diese durch das Fehlen der chemischen Substanz Thiamin (Vitamin B1) verursacht wurde. Er prägte dafür das Kunstwort „Vitamin“, eine Zusammensetzung aus vita (Leben) und Amin (Aminogruppe). In Bezug auf Skorbut vermutete er fälschlicherweise einen ähnlichen Amino-Faktor und bezeichnete diesen als „Antiskorbut-Vitamin“ (heute: Vitamin C). Tatsächlich enthält Vitamin C keine chemische Aminogruppe, dennoch ist die Bezeichnung bis heute geblieben.
Im Jahr 1921 gab der Biochemiker Sylvester Zilva einer Mischung von aus Zitronensaft isolierten Substanzen, die in der Lage war, Skorbut zu heilen, die Bezeichnung Vitamin C. Bereits 1927 gelang es dem ungarischen Wissenschaftler Albert von Szent-Györgyi Nagyrápolt, Vitamin C aus der Nebenniere, Orangensaft beziehungsweise Weißkohl zu isolieren. Die so isolierte Ascorbinsäure sandte er Zilva zu, der diese aber nach Analyse fälschlicherweise nicht als Vitamin C erkannte. Durch diesen Fehler verzögerte sich die Identifikation von Ascorbinsäure als Vitamin C um mehrere Jahre. In den 1920er Jahren verfehlten auch andere, wie zum Beispiel der Wissenschaftler Karl Paul Link oder Oberst Edward B. Vedder, den Nachweis dafür, dass Ascorbinsäure Skorbut heilen kann und dass Ascorbinsäure das postulierte Vitamin C ist.
Zwischen 1928 und 1934 gelang es Szent-Györgyi sowie Joseph L. Svirbely und unabhängig davon Charles Glen King mit seinen Mitarbeitern, durch Kristallisationsversuche die für die Heilung von Skorbut verantwortliche Substanz zu isolieren.
Im Jahr 1931 isolierten King und Svirbely kristallines Vitamin C aus Zitronensaft und erkannten, dass diese Skorbut heilen kann und die physikalischen und chemischen Eigenschaften der damals noch kaum charakterisierten sogenannten Hexuronsäure, der heutigen Ascorbinsäure, teilte. Szent-Györgyi wollte diese Säure zunächst „Ignose“ nennen (von ignosco), da sie trotz vieler Wissenslücken mit Hexosen verwandt war. Dieser Name wurde aber nicht akzeptiert. Da die Anzahl der Kohlenstoffatome (sechs C-Atome) bekannt war und die Substanz sich wie eine Säure verhält, wurde der Name Hexuronsäure von Szent-Györgyi eingeführt. Svirbely wechselte bald als Mitarbeiter zu Szent-Györgyi. Sie bewiesen, dass die bisher isolierten Substanzen mit Skorbut heilenden Eigenschaften (Vitamin C) mit der Hexuronsäure übereinstimmten. Damit stellte Szent-Györgyi fest, dass diese das lang gesuchte Vitamin C ist.
Die Struktur dieser damals noch Hexuronsäure genannten Verbindung wurde 1933 schließlich durch die Arbeiten von Walter Norman Haworth und dessen damaligen Assistenten Edmund Hirst aufgeklärt. Szent-Györgyi und Haworth änderten den Namen der Hexuronsäure schließlich in L-Ascorbinsäure, der bis heute akzeptiert wird. 1934 gelang Haworth und Tadeus Reichstein erstmals die Synthese künstlicher L-Ascorbinsäure aus Glucose. Haworth erhielt 1937 für seine Forschungen am Vitamin C den Nobelpreis für Chemie, Szent-Györgyi den für Medizin. Seit 1967 propagierte Linus Pauling die Verwendung hoher Dosen von Ascorbinsäure als Vorbeugung gegen Erkältungen und Krebs, wofür jedoch Evidenzen fehlen. Pauling selbst nahm zeitweise 18 g pro Tag ein und starb 1994 im Alter von 93 Jahren an Prostatakrebs.
Die industrielle Herstellung von Vitamin C begann 1934 durch Roche in der Schweiz (Redoxon), der damalige Forschungsleiter Markus Guggenheim war jedoch über den tatsächlichen Bedarf und den Nutzen skeptisch. Die Nachfrage danach blieb anfangs gering. Durch geschicktes Marketing und Ausnutzung von Ängsten (angebliche Unterversorgung) konnte die Vermarktung aber angekurbelt werden.

### Die Zeit des Nationalsozialismus
In der Zeit des Nationalsozialismus (1933–45) förderten die Machthaber in Deutschland die Versorgung der Bevölkerung mit den damals gerade erst entdeckten Vitaminen sehr aktiv. Sie wollten so den „Volkskörper von innen stärken“, weil sie davon überzeugt waren, dass Deutschland den Ersten Weltkrieg auch als Folge von Mangelernährung verloren hatte. In Vitamin-Aktionen wurden Kinder, Mütter, Schwerstarbeiter und Soldaten mit Vitaminen versorgt, insbesondere mit Vitamin C. Nationalsozialistische Massenorganisationen wie die Deutsche Arbeitsfront und die Reichsarbeitsgemeinschaft für Volksernährung organisierten die Produktion und Verteilung von Vitamin-C-Präparaten. Hausfrauen wurden dazu aufgerufen, Hagebutten und Sanddorn zu sammeln, aus denen Brotaufstriche und andere Vitaminpräparate für die Wehrmacht hergestellt wurden. Noch 1944 bestellte die Wehrmacht 200 Tonnen Vitamin C, unter anderem bei Roche.

## Vorkommen

Strukturformel von Ascorbigen A

In der Nahrung kommt Vitamin C vor allem in Obst und Gemüse vor. Zitrusfrüchte wie Orangen, Zitronen und Grapefruits enthalten – in reifem Zustand unmittelbar nach der Ernte – viel Vitamin C. Grünkohl hat den höchsten Vitamin-C-Gehalt aller Kohlarten (105–120 mg/100 g verzehrbare Substanz). Rotkraut, Weißkraut und Sauerkraut sind ebenfalls Vitamin-C-Lieferanten. Sauerkraut war lange Zeit in der Seefahrt von Bedeutung, wo ein haltbares Vitamin-C-reiches Nahrungsmittel benötigt wurde. Die höchsten natürlichen Vitamin-C-Konzentrationen wurden in der Buschpflaume und im Camu-Camu gefunden. In Sauerkraut und Kohlgemüse ist Ascorbinsäure in Form von Ascorbigen A und B (C-2-Scatyl-L-ascorbinsäure) gebunden. Wird das Gemüse gekocht, zerfallen die Moleküle in L-Ascorbinsäure und 3-Hydroxyindol, sodass es in gekochtem Zustand mehr Vitamin C enthalten kann als im rohen Zustand. Durch zu langes Kochen gelangt das Vitamin verstärkt in das Kochwasser. Viele Gemüsearten enthalten Ascorbinsäure-Oxidase, die insbesondere durch Zerkleinern mit dem Vitamin in Berührung kommt und dieses oxidiert. Das führt zum Beispiel bei Rohkost, die nicht sofort verzehrt wird, zu erheblichen Vitamin-C-Verlusten.
Die meisten Säugetierarten sind in der Lage, Vitamin-C über bestimmte Enzyme in der Leber selbst herzustellen. Eine Ausnahme bilden hier die höheren Primaten, zu denen auch der Mensch gehört. Bei diesen verloren die Leber-Enzyme im Laufe der Evolution ihre Funktion, so dass höhere Primaten auf eine externe Vitamin-C-Zufuhr angewiesen. Weitere Säugetiere, die die Fähigkeit zur Eigensynthese verloren haben, sind Meerschweinchen und fruchtfressende Fledermäuse. Schweine und Rinder sind jedoch nicht davon betroffen, so dass deren Leber beim Verzehr neben zahlreichen anderen Vitaminen auch Vitamin C liefert.
Die folgenden Angaben dienen nur der Orientierung, die tatsächlichen Werte hängen stark von der Sorte der Pflanze, der Bodenbeschaffenheit, dem Klima während des Wachstums, der Lagerdauer nach der Ernte, den Lagerbedingungen und der Zubereitung ab. Das Weizenkorn enthält zum Beispiel kein Vitamin C, sondern dies entsteht erst bei der Keimung.
Vitamin-C-Gehalt in Obst- und Gemüsesorten je 100 g (nach absteigendem Vitamin-C-Gehalt geordnet):
| - Buschpflaume 2300–3150 mg - Camu-Camu 2000 mg - Acerolakirsche 1300–1700 mg - Hagebutte 1250 mg - Brennnessel 333 mg - Guave 300 mg - Sanddornbeere 200–800 mg - Schwarze Johannisbeere 177 mg - Petersilie 160 mg - Grünkohl 105–150 mg - Rosenkohl 90–150 mg - Brokkoli 115 mg - Paprika 100 mg | - Vogelbeere (Ebereschenfrucht) 98 mg - Spinat 50–90 mg - Kiwi 80 mg - Erdbeere 50–80 mg - Zitrone 53 mg - Orange (Apfelsine) 50 mg - Passionsfrucht 30–50 mg - Rotkohl 50 mg - Apfelbeere 10–50 mg - Weißkohl 45 mg - Mango 39 mg - Tomate 38 mg | - Heidelbeere 22 mg - Ananas 20 mg - Sauerkraut 20 mg - Kartoffel 17 mg - Avocado 13 mg - Cranberry 13 mg - Apfel 12 mg - Banane 10–12 mg - Pfirsich 10 mg - Zwiebel 7 mg - Cherimoya 5–16 mg - Birne 5 mg |

Vitamin-C-Gehalt in tierischen Produkten je 100 g (nach absteigendem Vitamin-C-Gehalt geordnet):
- Kalbsleber 40 mg[26]
- Rinderleber 33 mg[18]
- Milch 1 mg[18]

## Herstellung

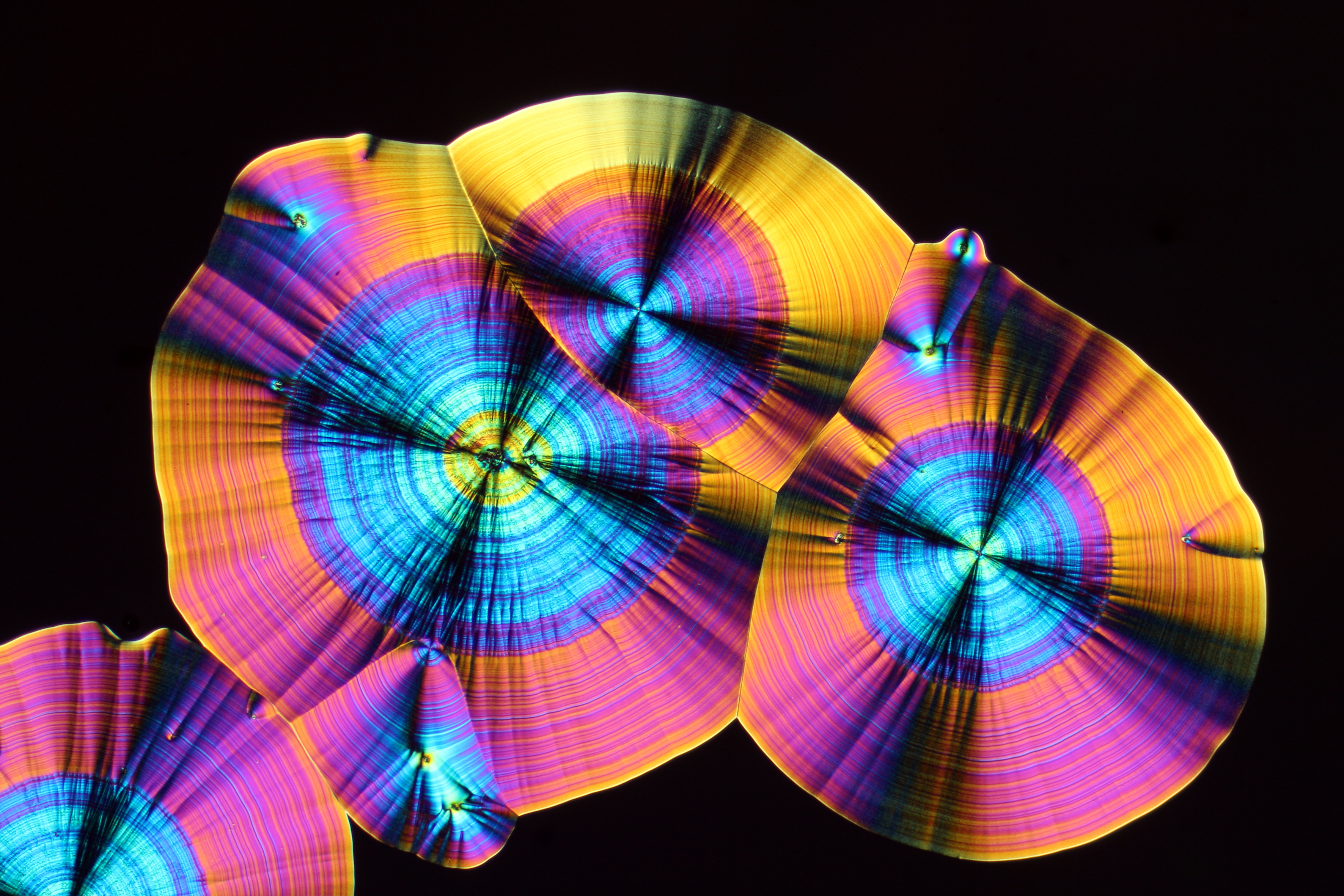
Mikrokristalle aus Ascorbinsäure in kreuzpolarisiertem Licht bei 125-facher Vergrößerung

Die Jahresproduktion an Ascorbinsäure lag 2006 weltweit bei etwa 80.000 Tonnen und hat sich damit seit 1999 mehr als verdoppelt. Marktführer war lange Zeit die Schweizer Hoffmann-La Roche (30 % Weltumsatz), gefolgt vom BASF-NEPG-Kartell (auch etwa 30 %) und der Firma Merck. Im Jahr 2002 hat Hoffmann-La Roche seine Vitaminsparte für 3,4 Milliarden Schweizer Franken, etwa 2,1 Milliarden Euro, an die niederländische Koninklijke DSM verkauft.
Der größte Produzent von Ascorbinsäure ist heute die Volksrepublik China, wo sie ausschließlich biotechnologisch produziert wird.

### Synthese

Synthese nach Reichstein

Ascorbinsäure kann aus C5-Zuckern wie L-Xyloson, L-Lyxose, L-Xylose und L-Arabinose synthetisiert werden. Für die großtechnische Synthese dagegen wird in der chemischen Industrie aus der Ausgangssubstanz D-Glucose – einer Hexose – über die Stufe des Sorbitols kristalline Ascorbinsäure, Natriumascorbat (E 301), Calciumascorbat (E 302) und Ascorbylmonophosphat hergestellt. Die 1934 entdeckte Reichstein-Synthese bildet die Grundlage der industriellen, chemisch-mikrobiologischen Produktion.

### Biologisch-technisches Verfahren
Zur Unterscheidung von diesem synthetisch hergestellten Produkt wird ein mit Hilfe gentechnisch veränderter Mikroorganismen hergestelltes Vitamin C international mit GMO-Vitamin C (GMO, genetically modified organism: „gentechnisch veränderter Organismus“) bezeichnet. GMO-Ascorbinsäure ist preiswerter; nach diesem Verfahren wird weltweit der größere Teil hergestellt.
Im Sonoyama-Verfahren wird Ascorbinsäure aus D-Glucose hergestellt. Dabei wird dieses zunächst durch Pantoea agglomerans zu 2,5-Dioxo-D-Gluconsäure oxidiert. Ein zweiter Stamm, Aureobacterium sp., reduziert das Produkt zu 2-Oxo-L-Gulonsäure, das dann wie bei der Reichstein-Synthese zu L-Ascorbinsäure umgesetzt wird. Es wird versucht, P. agglomerans-Stämme gentechnisch so zu verändern, dass diese aus Glucose in einem einstufigen mikrobiellen Verfahren 2-Oxo-L-Gulonsäure herstellen.

## Eigenschaften

### Physikalische Eigenschaften

Intramolekulare Wasserstoffbrückenbindungen bei der Ascorbinsäure

Ascorbinsäure bildet unter Normalbedingungen farblose Kristalle, die gegen Licht, Wärme und Luft beständig sind. Der Schmelzpunkt liegt bei 190–192 °C. Das Schmelzen erfolgt unter Zersetzung. In fester Phase bildet Ascorbinsäure zwei intramolekulare Wasserstoffbrückenbindungen, die maßgeblich zur Stabilität und damit zu den chemischen Eigenschaften der Endiol-Struktur beitragen.
Ascorbinsäure kristallisiert im monoklinen Kristallsystem mit den Gitterparametern a = 1730 pm, b = 635 pm, c = 641 pm, β = 102°11´. Die vier Moleküle der Einheitszelle sind paarweise durch Pseudoschraubenachsen verbunden. Die Moleküle bestehen aus einem Fünfring und der Seitenkette, wobei die Endiolgruppe planar ist. Infolge der guten Wasserlöslichkeit des Vitamins können die Verluste je nach Art und Dauer der Zubereitung in Lebensmitteln bis zu 100 % betragen.

### Molekulare Eigenschaften

Isomere Formen:
L-Ascorbinsäure (R, S) (1a),
D-Ascorbinsäure (S, R) (1b),
L-Isoascorbinsäure (S, S) (2a),
D-Isoascorbinsäure (R, R) (2b).

Ascorbinsäure enthält mehrere Strukturelemente, die zu ihrem chemischen Verhalten beitragen: eine Lactonstruktur, zwei enolische Hydroxygruppen sowie eine sekundäre und eine primäre Alkoholgruppe. Der Lactonring ist nahezu planar.

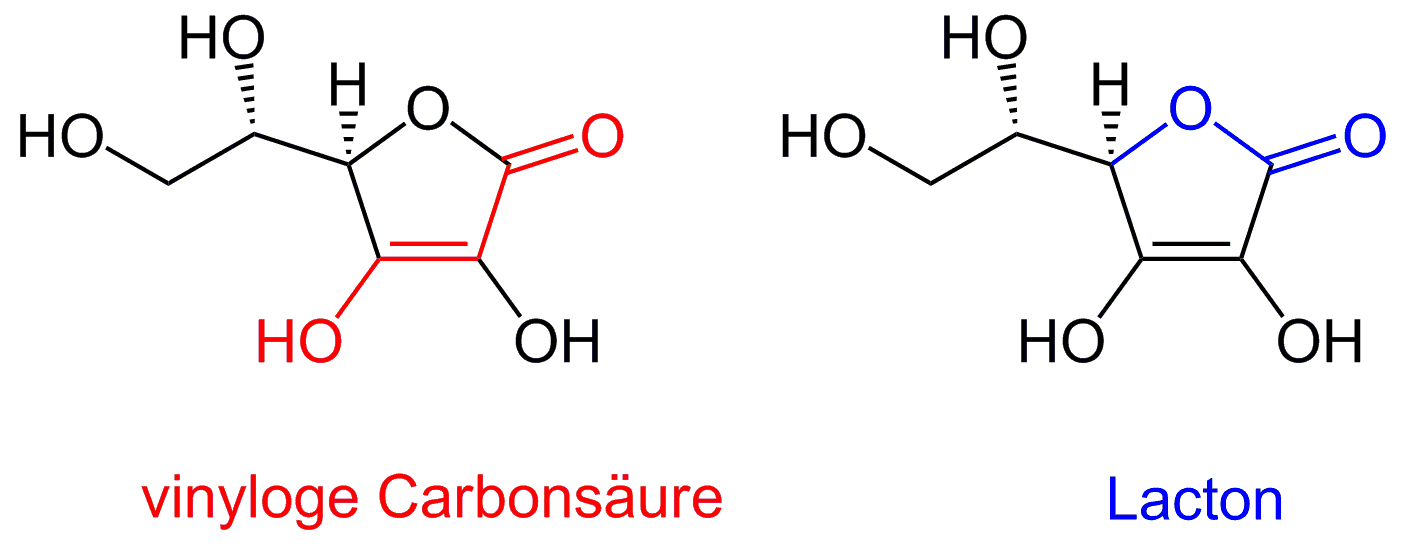
Strukturelemente der Ascorbinsäure

Ascorbinsäure hat zwei asymmetrische Kohlenstoffatome (C4 und C5) und existiert damit in vier verschiedenen stereoisomeren Formen, die optische Aktivität aufweisen. Die Moleküle L- und D-Ascorbinsäure verhalten sich wie Bild und Spiegelbild zueinander, sie sind Enantiomere, ebenso die L- und die D-Isoascorbinsäure. L-Ascorbinsäure und D-Isoascorbinsäure sowie D-Ascorbinsäure und L-Isoascorbinsäure sind Epimere, sie unterscheiden sich in der Konfiguration nur eines Kohlenstoffatoms. Trotz dieser geringen Unterschiede sind die Stereoisomere der L-Ascorbinsäure im Körper fast alle inaktiv, da die am Stoffwechsel beteiligten Enzyme spezifisch L-Ascorbinsäure erkennen. Lediglich die D-Isoascorbinsäure (E 315) weist eine geringe Wirkung auf.

### Chemische Eigenschaften
Obwohl Ascorbinsäure keine der „klassischen“ sauren funktionellen Carbonsäure-, Sulfonsäure- oder Phosphonsäuregruppen aufweist, ist sie beträchtlich sauer. Mit einem pKs-Wert von 4,25 ist sie saurer als Essigsäure mit pKs = 4,8. Sie liegt damit unter physiologischen Bedingungen als Ascorbat-Anion AscH− vor.
Dies ist zum einen auf die Endiol-Struktur zurückzuführen. Enole sind bereits deutlich saurer als Alkohole. Zusätzlich wird die Acidität bei Ascorbinsäure durch die zweite enolische Hydroxygruppe und durch die benachbarte Carbonylgruppe noch verstärkt. Zum anderen wird das nach Abspaltung des Protons entstehende Enolat-Anion mittels Keto-Enol-Tautomerie stabilisiert. Die dann am Sauerstoff bestehende negative Ladung wird dabei sowohl über die Doppelbindung zwischen den beiden Kohlenstoffatomen als auch über die Carbonylfunktion delokalisiert, also verteilt und somit stabilisiert. Strukturell könnte diese Gruppierung als vinyloge Carbonsäure aufgefasst werden, das heißt als eine Carbonsäure-Funktion mit „eingeschobener“ Kohlenstoff-Kohlenstoff-Doppelbindung zwischen Carbonylgruppe und Hydroxygruppe. Die Endiol-Struktur bedingt die reduzierenden (antioxidativen) Eigenschaften der Ascorbinsäure, da Endiole leicht zu Diketonen oxidiert werden können. Endiole mit benachbarter Carbonylgruppe heißen daher auch Reduktone.

Endiol-Oxidation

Gleichgewichtsreaktionen von Ascorbinsäure (AscH_{2}). Diese kann sukzessiv Elektronen und Protonen abgeben und schließlich zur oxidierten Form (Asc), der Dehydroascorbinsäure (DHA), gelangen. Diese liegt in wässrigen Lösungen als Monohydrat vor.

Die andere enolische Hydroxygruppe hat nur schwach saure Eigenschaften (pKs = 11,79), da hier das Anion weniger mesomere Grenzstrukturen zur Stabilisierung ausbilden kann. Nach Abgabe beider Protonen entsteht aus Ascorbinsäure ein Dianion (Asc2−). Die intermediäre Form, die durch Abgabe eines Elektrons und eines Protons entsteht (AscH.), ist eine sehr starke Säure (pKs = −0,45). Sie hat wegen ihrer Kurzlebigkeit im Metabolismus keine Bedeutung.
Das Säurerest-Ion der Ascorbinsäure nennt sich Ascorbat. Es entsteht durch Übertragung eines Wasserstoffions (H+, Proton) auf ein protonierbares Lösungsmittel, etwa Wasser. Deswegen lautet seine Summenformel C6H7O6−. Die Reaktion ist eine Gleichgewichtsreaktion:
{\displaystyle \mathrm {C_{6}H_{8}O_{6}\ +\ H_{2}O\ \rightleftharpoons \ C_{6}H_{7}O_{6}^{-}+H_{3}O^{+}} }
Ascorbinsäure reagiert mit Wasser zu Ascorbat und einem Oxonium-Ion.
Ascorbinsäure ist in wässrigen Lösungen ein starkes Reduktionsmittel. Hierbei kann es über Zwischenstufen zu Dehydroascorbinsäure (DHA) oxidiert werden. Dieser Prozess ist reversibel, so können beispielsweise Cystein, Dithiothreitol oder andere Thiole DHA zurück zu Ascorbinsäure reduzieren. In der Reduktions- und Oxidationswirkung liegt eine wichtige Eigenschaft von Vitamin C in biologischen Systemen.
In kristalliner Form ist Ascorbinsäure relativ stabil gegenüber Oxidation durch Luftsauerstoff. In wässriger Lösung geschieht die Oxidation wesentlich rascher, wobei eine Temperaturerhöhung, eine Erhöhung des pH-Wertes sowie die Anwesenheit von Schwermetallionen diese beschleunigen. Säuren wie Citronensäure, Oxalsäure oder Metaphosphorsäure sowie Komplexbildner wie 8-Hydroxychinolin wirken stabilisierend. Bei der Zubereitung von Nahrungsmitteln durch Kochen werden durchschnittlich 30 % der enthaltenen Ascorbinsäure oxidiert.

## Dehydroascorbinsäure
L-Dehydroascorbinsäure (englisch dehydro ascorbic acid, DHA) entsteht durch Oxidation von Ascorbinsäure. Im menschlichen Metabolismus kann sie zu L-Ascorbinsäure reduziert werden und damit Vitamin C regenerieren. Dehydroascorbinsäure liegt in wässrigen Lösungen nahezu vollständig als Monohydrat (mono-DHA·H2O) vor. Dabei bildet es einen Bizyklus, was durch Kernspinresonanzspektroskopie nachgewiesen wurde. Möglicherweise kann es noch ein zweites Molekül Wasser aufnehmen, um dann ein Dihydrat auszubilden. Auch Semi-Dehydroascorbinsäure sowie oxidierte Formen veresterter Ascorbinsäuren werden zur Gruppe der Dehydroascorbinsäure gezählt.
Generell wird Vitamin C in Form von DHA durch Glucosetransporter, hauptsächlich GLUT-1, in die Mitochondrien der Zellen transportiert, da nur sehr wenige Zellen über spezifische Vitamin-C-Transporter verfügen. Hierbei sind die meisten dieser Transporter Natriumionen-abhängig. Insbesondere das Gehirn ist auf eine Versorgung mit Ascorbinsäure angewiesen, das Vitamin kann jedoch nicht die Blut-Hirn-Schranke passieren. Dieses Problem wird dadurch umgangen, dass Dehydroascorbinsäure durch Glucosetransporter, zum Beispiel GLUT1, durch die Schranke transportiert und in den Gehirnzellen zu Ascorbinsäure reduziert wird.
Es wird davon ausgegangen, dass Ascorbinsäure in Form von DHA intrazellulär transportiert wird. Hierbei soll extrazelluläre Ascorbinsäure zu DHA oxidiert, in die Zelle aufgenommen und dann wieder reduziert werden, da Ascorbinsäure selbst die Zelle nicht verlassen kann. DHA ist instabiler als L-Ascorbinsäure. Je nach Reaktionsbedingungen (pH-Wert, An- beziehungsweise Abwesenheit von Reduktionsmitteln wie Glutathion) kann es entweder wieder zurück in Ascorbinsäure umgewandelt werden oder zu Diketogulonsäure (DKG) irreversibel hydrolysieren.

## Verwendung
Ascorbinsäure findet hauptsächlich als Antioxidans Verwendung. Sie wird vielen Lebensmittelprodukten als Konservierungsmittel oder Umrötungshilfsmittel, zum Beispiel bei der Herstellung von Brühwürsten zugesetzt, was in der Zutatenliste des Lebensmittels mit E 300 zu kennzeichnen ist. E-Nummern von Ascorbinsäurederivaten sind E 301 (Natriumascorbat), E 302 (Calciumascorbat), E 304a (Ascorbylpalmitat) und E 304b (Ascorbylstearat). Naturtrüber Apfelsaft kann bei der Herstellung mit Ascorbinsäure versetzt werden und wird dadurch deutlich heller, weil es im natürlichen Saft vorhandene Chinone reduziert, die bei der Pressung durch Oxidation von Phenolen mit Luftsauerstoff und dem Enzym Polyphenoloxidase entstehen und eine braune Farbe bewirken. Ascorbylpalmitat wird zur Verhinderung der Autooxidation von Fetten eingesetzt und verhindert so, dass diese ranzig werden. Der Ascorbinsäurezusatz zu Mehlen als Mehlbehandlungsmittel soll das Gashaltevermögen und das Volumen der Teige vergrößern. Dies lässt sich durch die Ausbildung zusätzlicher Disulfidbrücken zwischen den Kleber-Strängen des Teiges erklären. Auch im Pharma-Bereich dient Ascorbinsäure als Antioxidans zur Stabilisierung von Pharmaprodukten.
In der Küche wird Ascorbinsäure (in Rezepten meist als „Vitamin-C-Pulver“ bezeichnet) eingesetzt, damit geschnittenes Obst (meist Äpfel und Bananen) länger frisch bleibt und nicht braun wird.
Wegen ihrer reduzierenden Eigenschaft wird Ascorbinsäure vereinzelt als Entwicklungssubstanz in photographischen Entwicklern eingesetzt.
Zum Auflösen von Heroinbase vor der Injektion wird oft Ascorbinsäure mit dem Heroin aufgekocht.

## Physiologische Bedeutung

Molekülmodell von Vitamin C als Briefmarkenmotiv

Vitamin C ist ein Radikalfänger und hat eine antioxidative Wirkung (es wirkt also als Reduktionsmittel).
Weiterhin stellt Vitamin C ein wichtiges Coenzym für die Prolyl-4-Hydroxylase dar. Dieses Enzym wird bei der Biosynthese des Proteins Kollagen benötigt. Es wandelt integrierte Prolinreste in 4-Hydroxyprolyl-Seitenketten unter Verbrauch von molekularem Sauerstoff um. Hydroxyprolin ist für den stabilen Kollagenaufbau unerlässlich.
Ebenfalls innerhalb der Biosynthese von Kollagen, aber auch weiterer Proteine, findet mithilfe von Ascorbinsäure und des Enzyms Lysylhydroxylase die Hydroxylierung von L-Lysin zum Hydroxylysin statt. Im Kollagen erfüllt dieses eine Funktion in der kovalenten Quervernetzung benachbarter Moleküle. Darüber hinaus kann Hydroxylysin im Kollagen und weiteren Proteinen glykosyliert werden, was zur Bildung von Glykoproteinen führt.
Mangel an Vitamin C führt zu einer verminderten Aktivität der Prolyl-Hydroxylierung und der Lysyl-Hydroxylierung und damit zur Instabilität von Kollagen. Da Kollagen in praktisch allen Organen und Geweben des menschlichen und tierischen Organismus vorkommt, vor allem im Bindegewebe, wird bei Mangel von Vitamin C Skorbut ausgelöst.
Bei der Hydroxylierung von Steroiden ist Vitamin C ein wichtiger Cofaktor. Darüber hinaus spielt es eine wichtige Rolle beim Aufbau von Aminosäuren wie beispielsweise dem L-Tyrosin. Auch bei der Umwandlung von Dopamin zu Noradrenalin, im Cholesterin-Stoffwechsel (Ascorbinsäure spielt eine Rolle bei der Umwandlung von Cholesterol zu Gallensäure und senkt dadurch den Blut-Cholesterol-Gehalt), der Serotoninsynthese und bei der Carnitinbiosynthese wird Ascorbinsäure benötigt.
Mit Niacin und Vitamin B6 steuert Vitamin C die Produktion von L-Carnitin, das für die Fettverbrennung in der Muskulatur benötigt wird. Weiterhin begünstigt es die Eisenresorption im Dünndarm.
Aufgrund der hohen Konzentration von Vitamin C im männlichen Sperma wird der Einfluss auf die Zeugungsfähigkeit derzeit untersucht. Vitamin-C-Gaben bei manchen unfruchtbaren Männern konnten vereinzelt die Spermienqualität erhöhen.
Die Stimulation der körpereigenen Abwehr, die dem Vitamin C oft zugeschrieben wird, wird unter anderem durch einen Schutz der Phagozytenmembran vor oxidativer Selbstzerstörung erklärt. Diese oxidative Selbstzerstörung kann sonst durch das bei der Phagozytose ausgelöste Halogenid-Peroxidase-System ausgelöst werden. Zudem wurde in Tierversuchen eine erhöhte Interferonproduktion sowie eine Aktivierung des Komplementsystems nach Gabe von Vitamin C beobachtet werden. Generell wurde bei Leukozyten im Blut, die einen wichtigen Stellenwert in der Immunabwehr einnehmen, ein hoher Ascorbinsäuregehalt festgestellt. Weiterhin scheint Vitamin C Einfluss auf zahlreiche weitere neutrophile Funktionen zu haben, wie die Chemotaxis, Aufnahme von Partikeln durch Phagozyten, Lysozym-beeinflusste nicht-oxidative Immunreaktion und die Stimulation des Hexose-Monophosphat-Shunts.
Der Stellenwert von Vitamin-C-Gaben zur Bekämpfung und Vorbeugung von Krankheiten wie der Erkältung ist wissenschaftlich allerdings umstritten, wobei größere Reviews einen generellen Trend sehen, dass während Vitamin C zwar keinen messbaren prophylaktischen Effekt bei saisonaler Erkältung hat, allerdings ein moderater positiver Effekt auf den Krankheitsverlauf beobachtet wurde. Dieser konnte in therapeutischen Studien allerdings nicht reproduziert werden. Rezente Meta-Analysen zeigen, dass Nahrungsergänzungsmittel mit Vitamin C bei Erkältungen weder prophylaktisch helfen noch die Genesung beschleunigen können.
Bei Meta-Reviews vorhandener Studien wurden keine klinisch relevanten Effekte einer Vitamin-C-Supplementation bei Krebs beobachtet. Auch bei schwer erkrankten Patienten auf der Intensivstation gibt es keine Evidenzen für einen Nutzen einer Vitamin-C-Gabe. Die S3-Leitlinie zu komplementären Verfahren in der Onkologie spricht sich gegen die orale Gabe von Vitamin C in höheren Dosierungen bei onkologischen Patienten aus – sei es um tumortherapeutisch oder in der Sekundärprävention das Gesamt- oder progressionsfreie Überleben zu verlängern oder die therapieassoziierte Toxizität zu senken. Für eine intravenöse Gabe hoher Mengen an Vitamin C liegen keine ausreichenden Daten zur Beurteilung einer Wirksamkeit vor.
L-Ascorbinsäure wirkt am Nicotinrezeptor des Typs α9α10 als positiver allosterischer Modulator. Hierdurch könnte es sich zur Akutbehandlung eines Schalltraumas empfehlen. Die wirksame Konzentration liegt bei 1–30 mM.

### Bedarf

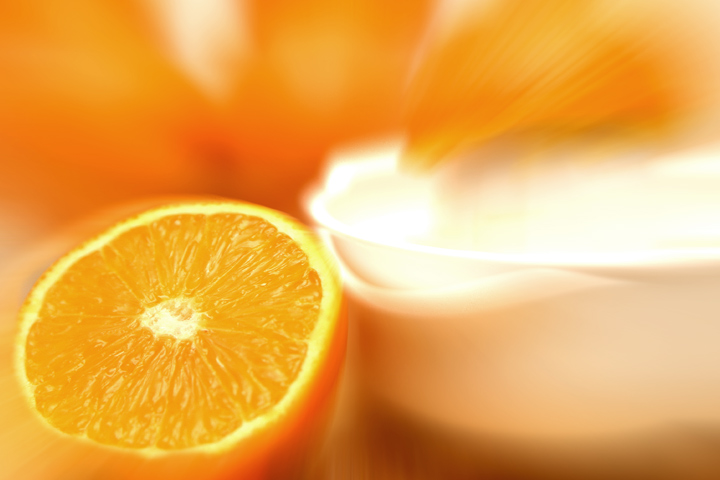
Die Orange ist ein klassischer Lieferant von Vitamin C.

Der Bedarf an Vitamin C wird zum Teil sehr kontrovers gesehen. Die Zufuhrempfehlung für einen gesunden Erwachsenen (ab 19 Jahren) beträgt laut Empfehlung der Deutschen Gesellschaft für Ernährung  95 mg/Tag für Frauen beziehungsweise 110 mg/Tag für Männer. Die Meinungen hierüber gehen jedoch weit auseinander; die Empfehlungen anderer Gruppierungen liegen zwischen einem Bruchteil (zum Beispiel der Hälfte) und einem Vielfachen (zum Beispiel „so viel wie möglich“) dieses Wertes. Fest steht, dass Mengen bis zu 5000 mg kurzzeitig als unbedenklich gelten. Überschüssige Mengen werden vom Körper über den Urin ausgeschieden, da Vitamin C gut wasserlöslich ist (siehe auch Hypervitaminosen).
Bei einer ausgewogenen Mischkost kann in Deutschland davon ausgegangen werden, dass dem Körper alle lebensnotwendigen Vitamine, und daher auch Vitamin C, in ausreichendem Maße zugeführt werden. Die Versorgung mit Vitamin C ist in Deutschland knapp über der DGE-Empfehlung von 95 mg/Tag beziehungsweise 110 mg/Tag. Daher sind Vitaminpräparate für einen gesunden Menschen, der sich abwechslungsreich und vollwertig ernährt, überflüssig. Die Empfehlung für Schwangere und Stillende liegt bei 105 beziehungsweise 125 mg täglich. Für Raucher liegt die Empfehlung bei  135 mg/Tag für Frauen beziehungsweise 155 mg/Tag für Männer. Ursache für eine unzureichende Zufuhr ist meistens eine einseitige Ernährung. Dies betrifft vor allem Menschen, die nicht täglich frisches Obst und Gemüse verzehren.
Untersuchungen mit 14C-markiertem Vitamin C zeigen, dass der tägliche Ascorbatumsatz unabhängig von der Vitamin-C-Zufuhr nur etwa 20 mg beträgt. Somit genügen bereits knapp 20 mg täglich, um Skorbut zu vermeiden. Die Fachinformation des Bundesinstituts für Arzneimittel und Medizinprodukte (BfArM) gibt für Vitamin C einen täglichen Gesamtumsatz von etwa 1 mg/kg Körpergewicht an.
Für Vergleichszwecke interessant ist, dass für Meerschweinchen, die wie der Mensch selbst kein Vitamin C produzieren können, eine Tagesdosis von 10 bis 30 mg empfohlen wird – bei einem Körpergewicht von nur etwa 0,8 bis 1,5 kg. Somit wird für Meerschweinchen zwischen etwa ein Neuntel bis ein Drittel der empfohlenen DGE-Dosis für Menschen empfohlen, sprich eine zigfach höhere Dosis pro Kilogramm Körpergewicht. Auch nichtmenschliche höhere Primaten, die kein Vitamin C produzieren können, nehmen 10- bis 20-mal höhere Dosen auf als die für den Menschen allgemein empfohlene Tagesdosis. Manche Vorschläge für Megadosen Vitamin C reichen an die Tagesaufnahme eines Gorillas (etwa 2300 mg) heran. Im Gegensatz zu höheren Primaten und Meerschweinchenverwandten produzieren viele Tiere selbst Vitamin C. Große Hunde oder kleine Kälber, die etwa das Körpergewicht eines Menschen haben, stellen 1 bis 2 g täglich her, bei Krankheit bis zu 10 g.
Studien zur Pharmakokinetik von Vitamin C zeigen, dass eine volle Sättigung der Körperreserven mit Vitamin C (3000 mg) eine tägliche Zufuhr von 200 mg erfordert. Immunzellen wie Lymphozyten, Neutrophile und Monozyten werden bereits bei einer täglichen Aufnahme von 100 mg Vitamin C gesättigt. Die vollständige Plasmasättigung wird bei Zufuhr von 1000 mg Vitamin C pro Tag erreicht. Die Bioverfügbarkeit nimmt bei oraler Einnahme mit steigender Einzeldosis stark ab. 200 mg werden noch nahezu vollständig aufgenommen. Aus diesem Grund ist es sinnvoller, mehrere Einzeldosen mit je 200 mg über den Tag verteilt zu sich zu nehmen, als einmalig 1000 mg.
Die Vitamin-C-Versorgung des Organismus spiegelt sich im Blutspiegel wider. Laut DGE sind geringere Konzentrationen als 20 µmol/l (0,35 mg/dl) mit vorklinischen Symptomen wie beispielsweise allgemeiner Müdigkeit, Leistungsschwäche, Infektanfälligkeit und schlechter Wundheilung verbunden. Offensichtliche klinische Mangelsymptome, die unter dem Begriff Skorbut zusammengefasst werden, treten erst bei Vitamin-C-Plasmaspiegeln unterhalb von 10 µmol/l (0,18 mg/dl) auf. Heute ist allgemein anerkannt, dass subklinische Vitamin-C-Defizite die Langzeitgesundheit negativ beeinflussen. Ein deutsches Konsensuspapier empfiehlt deshalb präventive Vitamin-C-Plasmaspiegel von mindestens 50 µmol/l (0,88 mg/dl) zur Verringerung des Arteriosklerose- und Krebsrisikos (DGE 2000). Die von der DGE empfohlene Vitamin-C-Tagesdosis von 95 mg beziehungsweise 110 mg bezieht sich ausschließlich auf Gesunde. Vitamin C ist eines der wichtigsten körpereigenen Antioxidantien. Ein Mehrbedarf bei Erkrankungen, die mit der Generierung von reaktiven Sauerstoffverbindungen (ROS) einhergehen, ist unbestritten. Er ist beim gegenwärtigen Stand der Erkenntnis nur noch nicht genau bezifferbar. Chronisch-entzündliche Erkrankungen wie beispielsweise Arthritis, Allergien, Arteriosklerose, Krebs oder rezidivierende Infektionen sind nachweislich mit einem subklinischen bis klinischen Vitamin-C-Mangel (unter 30 µmol/l oder 0,53 mg/dl) und oxidativem Stress verbunden. Eine ständig zunehmende Anzahl epidemiologischer Studien zeigt den prophylaktischen Wert einer adäquaten diätetischen Vitamin-C-Aufnahme. Hier sind vor allem die Ergebnisse der EPIC-Studie zu nennen, die 2001 in der Zeitschrift „The Lancet“ publiziert wurden. Die Daten von fast 20.000 Männern und Frauen zeigten, dass eine Steigerung der Blutascorbatwerte um 20 µmol/l (0,35 mg/dl) eine 20%ige Reduktion der Mortalität mit sich brachte.

### Mangelerscheinungen
Der Biochemiker Albert Szent-Györgyi identifizierte 1933 das Vitamin C als wirksame Substanz gegen Skorbut.
Nur wenige Wirbeltiere, darunter Trockennasenprimaten (unter anderem der Mensch), Meerschweinchen und Echte Knochenfische sowie einige Familien in den Ordnungen der Fledertiere und Sperlingsvögel, sind nicht zur Biosynthese von Ascorbinsäure aus Glucuronsäure befähigt. Ihnen fehlt das Enzym L-Gulonolactonoxidase. Für diese Lebewesen ist Ascorbinsäure ein Vitamin, also essenziell. Für alle anderen Wirbeltiere ist Ascorbinsäure nur ein Metabolit. Lebewesen, die nicht in der Lage sind, Ascorbinsäure selbst zu synthetisieren, müssen diese in ausreichender Menge über die Nahrung aufnehmen, um nicht an Skorbut zu erkranken. In frisch gelegten Hühnereiern fehlt zwar die Ascorbinsäure, sie wird jedoch ab Brutbeginn hauptsächlich von der Membran des Dottersacks synthetisiert.
Das Umschalten des GLUT-1-Transporters auf Dehydroascorbat-Transport in Erythrozyten erfolgt mittels des Membranproteins Stomatin und dieser Prozess kommt nur in denjenigen Säugetieren vor, die nicht selbst Ascorbinsäure bilden können.
Studien, die den tatsächlichen Vitamin-C-Gehalt im Blut des Menschen bestimmen, beobachten häufiger als bislang angenommen eine Unterversorgung: Die NHANES-III-Untersuchung von 1988 bis 1994 stellte fest, dass 10 bis 14 % der untersuchten Amerikaner an einer ernsten Unterversorgung (unter 11 µmol/l) und 17–20 % an einer subklinischen (11–28 µmol/l) Unterversorgung leiden – insgesamt also mehr als ein Viertel der Bevölkerung. Die aktuelle NHANES-Erhebung für den Zeitraum 2003–2004 beobachtet eine erfreuliche Entwicklung: Eine ernste Unterversorgung betrifft nur noch 7,1 % der Bevölkerung. Einschneidend sind immer noch die Einkommensverhältnisse. Menschen mit niedrigem Einkommen leiden im Vergleich zu Gutverdienern doppelt so häufig an einer Unterversorgung (10–17 % versus 5–8 %). Zwei wesentliche Gründe für die insgesamt verbesserte Vitamin-C-Versorgung sind der Rückgang der Anzahl der Passivraucher, durch ein Rauchverbot in öffentlichen Einrichtungen und die zunehmende Einnahme von Vitaminpräparaten. Am subklinischen Mangel (unter 28 µmol/l) änderte sich kaum etwas – er trifft immer noch etwa 20 % der Amerikaner. Der sozioökonomische Einfluss auf eine gesundheitsbewusste Ernährung wird in einer schottischen Untersuchung deutlich: 44 % der Menschen mit niedrigem sozioökonomischen Status wiesen Vitamin-C-Blutspiegel unter 23 µmol/l und 20 % unter 11 µmol/l auf. Aber Nichtrauchen und gute Schulbildung schützen nicht automatisch vor einer Unterversorgung. Eine kanadische Studie bestimmte in der Zeit von 2004 bis 2008 die Vitamin-C-Blutspiegel von knapp 1000 Nichtrauchern im Alter von 20 bis 29 Jahren an einer Campus-Universität. Jeder Dritte zeigte einen subklinischen Vitamin-C-Mangel (unter 28 µmol/l) und jeder Siebte defizitäre Werte unterhalb der Skorbutgrenze (unter 11 µmol/l). Dabei korrelierte der Mangel mit Übergewicht, Bluthochdruck und Entzündungsparametern.

### Überdosierung
Für Vitamin C ist die Hypervitaminose, wie sie beispielsweise bei Vitamin A vorkommen kann, sehr selten, da der Körper einen Überschuss an Ascorbinsäure wieder über die Nieren ausscheidet. Wegen mangelnder Daten gibt das BfR keine UL aus, definiert aber einen „Orientierungswert“ von 1000 mg Vitamin C pro Tag.
In einer vom National Institutes of Health (NIH) durchgeführten Studie wurden sieben Freiwillige zunächst mit einer ascorbinsäurearmen Diät ernährt und so ihre körpereigenen Vorräte an Vitamin C aufgebraucht. Als diese danach wieder mit Vitamin C versorgt wurden, begann die renale (über die Niere) Ausscheidung an unverändertem Vitamin C ab etwa 100 mg/d. Die Zufuhr über 400 mg/d wurde – soweit überhaupt im Darm aufgenommen (die Einnahme von Megadosen senkt die Resorptionsquote deutlich) – praktisch vollständig renal ausgeschieden. Ab etwa 1 g pro Tag steigen die Oxalat- und die Harnsäure-Konzentrationen im Urin. Da ein Teil der Ascorbinsäure im Stoffwechsel zu Oxalsäure umgesetzt wird, besteht bei entsprechend disponierten Menschen prinzipiell ein erhöhtes Risiko für Calciumoxalat-Nierensteine (CaC2O4). Schon bei normaler Zufuhr stammen etwa 30 bis 50 % des Plasmaoxalats aus dem Vitamin-C-Abbau. Der Oxalatspiegel im Urin steigt selbst erst an, wenn eine Tagesdosis von etwa 6 g überschritten wird.
Bei Menschen mit Glucose-6-Phosphatdehydrogenase-Mangel (G6PD-Mangel, Favismus), einer insbesondere in Afrika sehr weit verbreiteten, erblichen Krankheit, können intravenöse Vitamin-C-Dosen, etwa 30 bis 100 g pro Infusion, zur Hämolyse führen.
Häufig wird Vitamin C, besonders wenn auf nüchternen Magen konsumiert, mit Verdauungsstörungen durch Übersäuerung des Magens in Verbindung gebracht. Dies kann unter anderem vermieden werden, indem Vitamin C nicht als Ascorbinsäure, sondern als Ascorbat (Salz der Ascorbinsäure, zum Beispiel Natriumascorbat) aufgenommen wird. Dies kann zum Beispiel durch die Zugabe von Backpulver (NaHCO3) erreicht werden. Studien haben gezeigt, dass die Resorption von Vitamin C erhöht wird, wenn es zu Fruchtsäften wie zum Beispiel Orangensaft gemischt wird.
Bei der Ratte liegt der LD50-Wert (die Dosis, bei der die Hälfte der Versuchstiere sterben) für Vitamin C bei 11,9 g pro Kilogramm Körpergewicht. Das entspricht bei einem 70 kg schweren Menschen einer Dosis von 833 g.
Therapeutisch und prophylaktisch eingesetzt wird die Überdosierung von Vitamin C zum Beispiel bei Harnwegsinfektionen. Durch die renale Ausscheidung der Ascorbinsäure wird der Urin sauer. In diesem sauren Milieu können die Erreger deutlich schlechter gedeihen. Eine regelmäßig hohe Einnahme von Ascorbinsäure kann jedoch die Bildung von Nierensteinen begünstigen, zumindest ist das Risiko bei den untersuchten Männern doppelt so hoch.

## Stoffwechsel im Detail
Ascorbinsäure kann von Menschen, Affen und einigen anderen Tierarten nur mit der Nahrung aufgenommen werden. Im Stoffwechsel der meisten anderen Lebewesen kann sie hingegen auch bedarfsabhängig synthetisiert werden.

### Aufnahme mit der Nahrung
Der Transportweg von Vitamin C erfolgt über Enterozytzellen des Darmes. Wie es von dort in den Blutstrom gelangt, ist noch nicht vollständig geklärt. Jedoch ist der Transport von Ascorbat beziehungsweise Dehydroascorbat (DHA) vom Blut in alle anderen Zellen genauer bekannt.
Die Aufnahme von Dehydroascorbat (DHA, vergleiche Abschnitt oben) in das Zellinnere (Zytosol) menschlicher Zellen findet mittels dreier Glucosetransporter statt, GLUT-1, GLUT-3 und GLUT-4. DHA konkurriert dabei mit Glucose, sodass ein Übermaß an Glucose effektiv die Aufnahme von DHA verhindern kann. Das Ascorbat wird zusammen mit je zwei Natriumionen mittels der Transportproteine SVCT1 und SVCT2 ins Zellinnere geschleust.

### Biosynthese
Ascorbinsäure wird von Bakterien, Pflanzen und Wirbeltieren mithilfe verschiedener Enzyme produziert. Ausgangssubstanzen sind hauptsächlich D-Glucose beziehungsweise D-Galactose.
Bei Pflanzen können neben D-Glucose und D-Galactose auch D-Glucuronlacton, D-Galacturonat beziehungsweise dessen Methylester die Biosynthese einleiten.

#### Biosynthese in Wirbeltieren

Die letzten Schritte der Biosynthese von Ascorbinsäure (3b) aus Gulonsäure (1):
Nach hydrolytischer Abspaltung des UDP bildet sich die D-Glucuronsäure, die durch regioselektive Reduktion durch die Glucuronsäure-Reduktase und NADPH+H^{+} in L-Gulonsäure (1) überführt wird.
Die Lactonisierung (Ringbildung) zum L-Gulofuranolacton (L-Gulano-1,4-lacton) (2) katalysiert eine Glucono-Lactonase (A). Ihr folgt die selektive Oxidation mit Sauerstoff durch L-Gulono-γ-lacton-Oxidase (B) zu 2-Keto-L-Gulonlacton (3a.) Diese tautomerisiert spontan zur Ascorbinsäure (3b.)

Bei Ratten wurde die Biosynthese am besten untersucht. Die Bildung der Ascorbinsäure beginnt mit der Oxidation von UDP-D-Glucose zu UDP-D-Glucuronsäure durch das Enzym UDP-Glucose-Dehydrogenase (EC 1.1.1.22). Oxidationsmittel ist dabei das NAD+.

#### Ausnahmen
Trockennasenprimaten (unter anderem der Mensch), Meerschweinchen, Echten Knochenfischen sowie einigen Familien der Fledertiere und Sperlingsvögel fehlt das Enzym L-Gulonolactonoxidase (B in obiger Abbildung) aufgrund eines genetischen Defekts, sodass sie Ascorbinsäure nicht synthetisieren können. Die genetische Mutation bei Trockennasenprimaten trat vor etwa 65 Millionen Jahren auf. Diese Primaten waren seinerzeit in einer Gegend angesiedelt, die ganzjährig reich an Vitamin-C-haltigen Früchten war. Daher hatte dieser bei anderen Tieren letale Defekt keine negativen Auswirkungen. Auch einige Insekten wie die Wanderheuschrecken (Acrididae) können Ascorbinsäure nicht selbständig herstellen.

### Funktion
Eine wichtige Funktion der Ascorbinsäure im menschlichen Organismus beruht auf ihrer Eigenschaft als Reduktionsmittel. Sie ist also in der Lage, Elektronen auf andere Moleküle zu übertragen.
Zwei grundsätzliche Aufgaben können unterschieden werden:

#### Ascorbinsäure als Radikalfänger (Scavenger)
Ascorbinsäure dient im tierischen Organismus als Radikalfänger, da sie in der Lage ist, ebensolche auf andere Moleküle zu übertragen. Die Grafik zeigt nicht den tatsächlichen Reaktionsmechanismus, sondern schematisch die Fähigkeit der Ascorbinsäure, unter Reaktion zur Dehydroascorbinsäure zwei Radikale einfangen zu können (vgl. obige Abbildung).
Bei der Verstoffwechslung des Sauerstoffs in der Zelle kann es zur Bildung des Hyperoxidradikals O2•− kommen, wenn der molekulare Sauerstoff O2 bei der Endreaktion der Atmungskette statt vier Elektronen nur eines erhalten hat. Das Hyperoxidradikal ist aufgrund dieses Elektronenmangels extrem reaktiv und in der Lage, molekulare Zellstrukturen zu schädigen. Die Reaktion mit Ascorbinsäure überführt dieses in Wasserstoffperoxid:
{\displaystyle \mathrm {AscH_{2}+H^{+}+O_{2}^{-.}\longrightarrow H_{2}O_{2}+AscH^{.}} }
Das Wasserstoffperoxid wird von dem Enzym Katalase abgebaut.

#### Ascorbinsäure als Cofaktor in Redoxreaktionen
Sowohl Ascorbinsäure als auch deren oxidierte Form (DHA) sind Cofaktoren für viele biochemische Reaktionen. Hierbei stellt Ascorbinsäure Elektronen für Kupfer(I)-abhängige Monooxygenasen beziehungsweise Eisen(III)-abhängige Dioxygenasen bereit. In vitro können auch andere Redoxfaktoren diese enzymatischen Reaktionen katalysieren.
Von Bedeutung ist diese Redoxeigenschaft der Ascorbinsäure beispielsweise bei der Synthese von Collagen im menschlichen Stoffwechsel. Zur Darstellung dieses Strukturproteins muss die Aminosäure L-Prolin zu ihrer oxidierten Form, Hydroxyprolin, umgewandelt werden. Ascorbinsäure dient dazu, das in dieser Reaktion genutzte Reduktionsmittel Fe(II) zu regenerieren. Besteht ein Mangel an Vitamin C, kann die Bildung des Hydroxyprolins bei der Collagensynthese nur begrenzt erfolgen, sodass die typischen Symptome des Skorbuts wie Zahnfleischbluten, Zahnausfall und Hautschäden auftreten.

### Recycling der Oxidationsprodukte
Die nach Oxidation entstehenden Produkte Semidehydroascorbinsäure und Dehydroascorbinsäure werden enzymatisch wieder zu Ascorbinsäure reduziert. Die Enzyme Cytochrom b5-Reduktase und Thioredoxinreduktase katalysieren die Umwandlung von Semidehydroascorbinsäure zu Ascorbinsäure im Cytosol, unter Verbrauch von NADH beziehungsweise NADPH. Außerdem kann eine Reduktion über elektronentransferierende Membranproteine stattfinden. Dehydroascorbinsäure wird sowohl spontan mittels Glutathion oder NADPH reduziert als auch enzymatisch über die Glutathiontransferase Omega.

### Abbau
Der Abbau von Dehydroascorbinsäure wird bei Säugetieren durch Hydrolyse zur physiologisch inaktiven 2,3-Diketogulonsäure eingeleitet. Diese wird entweder zu Oxalat und L-Threonsäure gespalten oder zu Kohlenstoffdioxid, Xylose, Xylulose decarboxyliert. Im Unterschied dazu haben Bakterien wie E. coli enzymatische Stoffwechselwege für den Abbau von Ascorbinsäure und wahrscheinlich auch für Dehydroascorbinsäure.

## Nachweis

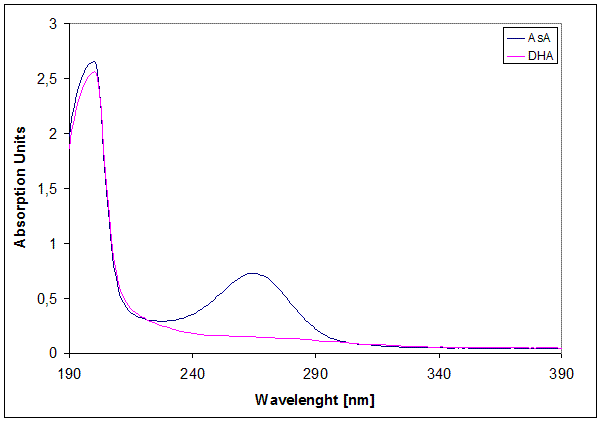
Absorptionsspektren von Ascorbinsäure (AsA) und Dehydroascorbinsäure (DHA)

Um Ascorbinsäure quantitativ nachzuweisen, gibt es zahlreiche colorimetrische Methoden, etwa unter Verwendung von 2,4-Dinitrophenylhydrazin. Ascorbinsäure reagiert mit diesem zu einem Hydrazon, dessen Absorption messbar ist. Darüber hinaus kann 2,2′-Bipyridin zum colorimetrischen Nachweis dienen. Hierbei wird die Reduktionskraft der Ascorbinsäure genutzt, die Fe(III) zu Fe(II) reduziert. Fe(II) bildet dann mit 2,2′-Bipyridin einen farbigen Komplex. Es sind auch einige fluorometrische Nachweismethoden bekannt.
Ascorbinsäure lässt sich auch durch Titration mit Tillmans-Reagenz (2,6-Dichlorphenolindophenol, abgekürzt DCPIP) nachweisen, bei der das Reagenz durch die Ascorbinsäure zu einer Leukoverbindung reduziert wird. Dabei ist ein Farbumschlag von tiefblau zu farblos zu beobachten. Diese Methode eignet sich für eine schnelle Bestimmung, die aber an die Genauigkeit oben genannter Wege nicht heranreicht.
Ascorbinsäure kann auch spezifisch mittels Oxidation durch das Enzym Ascorbinsäure-Oxidase nachgewiesen werden, wobei die Änderung der Lichtabsorption bei einer Wellenlänge von 245 nm gemessen wird.
Die Gehaltsbestimmung wird im Europäischen Arzneibuch durch redoximetrische Titration mit 0,05-molarer Iodlösung unter Zusatz von Stärke durchgeführt (Iodometrie). Dabei verbraucht ein Mol Ascorbinsäure ein Mol Iod, das zu farblosem Iodid umgesetzt wird. Die Färbung durch den blauen Iod-Stärke-Komplex dient der Endpunktbestimmung. Da die zugesetzte Stärkelösung die Reaktion verzögert und einen schleppenden Umschlag verursacht, bietet sich eine Indikation mit Variamin an. Der maßanalytische Faktor beträgt 8,8065 mg Ascorbinsäure / ml 0,05 M Iodlösung.

## Externe Links zu erwähnten Verbindungen
1. ↑  Externe Identifikatoren von bzw. Datenbank-Links zu D-Ascorbinsäure:  CAS-Nr.: 10504-35-5, PubChem: 54690394, ChemSpider: 12283687, Wikidata: Q27076988.